# Eremospatha laurentii
Eremospatha laurentii är en enhjärtbladig växtart som beskrevs av De Wild. Eremospatha laurentii ingår i släktet Eremospatha och familjen Arecaceae. Inga underarter finns listade i Catalogue of Life.